# Fäkalienabsauganlage

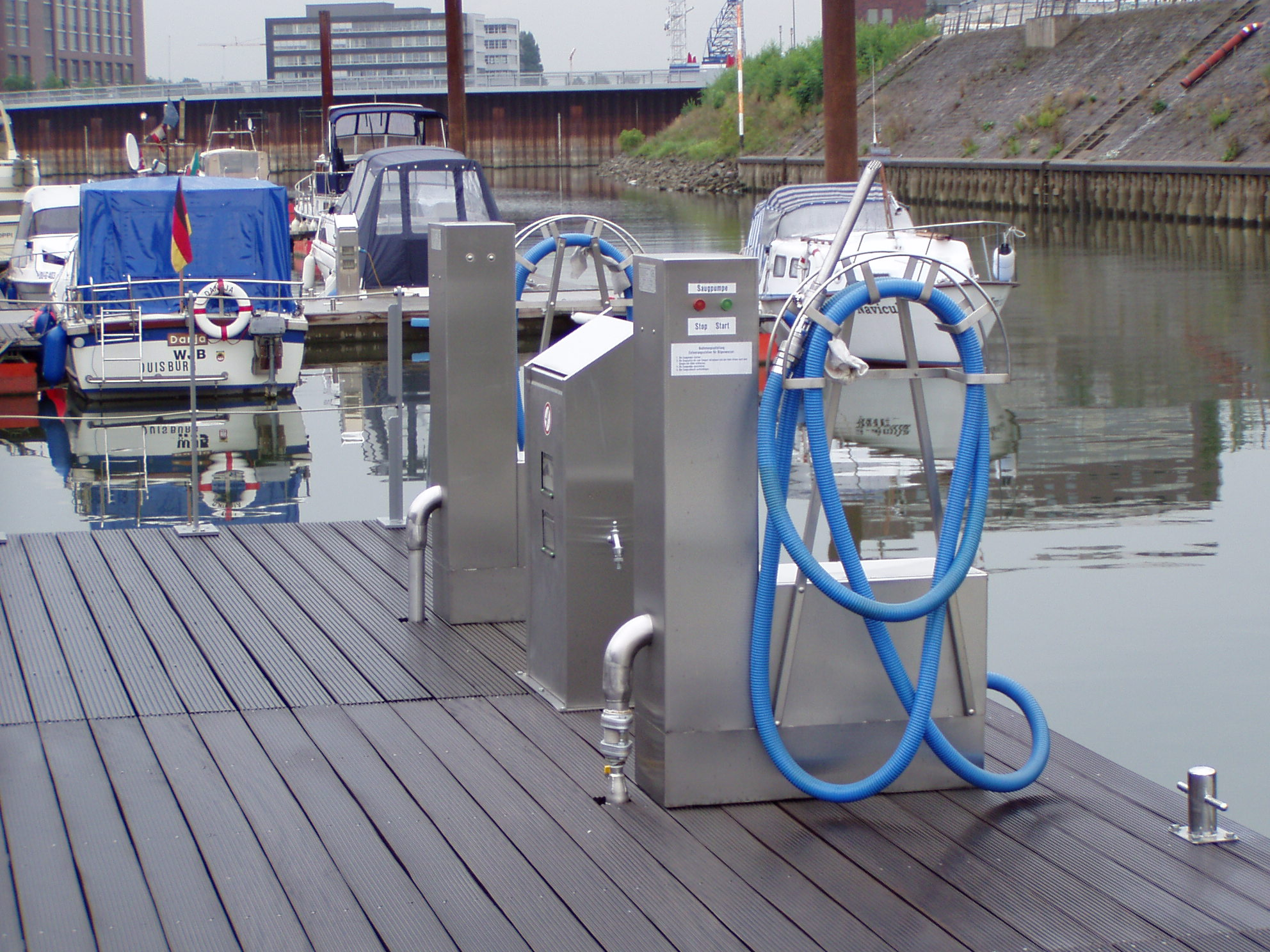
Fäkalienabsaugstation in einer Marina (2009)

Eine Fäkalienabsauganlage dient in der Sportschifffahrt dazu, im Hafen einen Schmutzwassertank zu leeren. Auf Binnengewässern und zunehmend auch auf verschiedenen Meeren ist es verboten, Abwasser oder gar Fäkalien einzuleiten. Fäkalien aus der Bordtoilette und Schmutzwasser werden deshalb in einem Fäkalientank gesammelt und im Hafen abgepumpt.

## Funktion
Eine elektrische Vakuumpumpe saugt über einen dicken Schlauch die Fäkalien aus dem Fäkalientank des Schiffes und leitet diese in das öffentliche Kanalisationssystem zur Klärung in einer Kläranlage.

## Betrieb

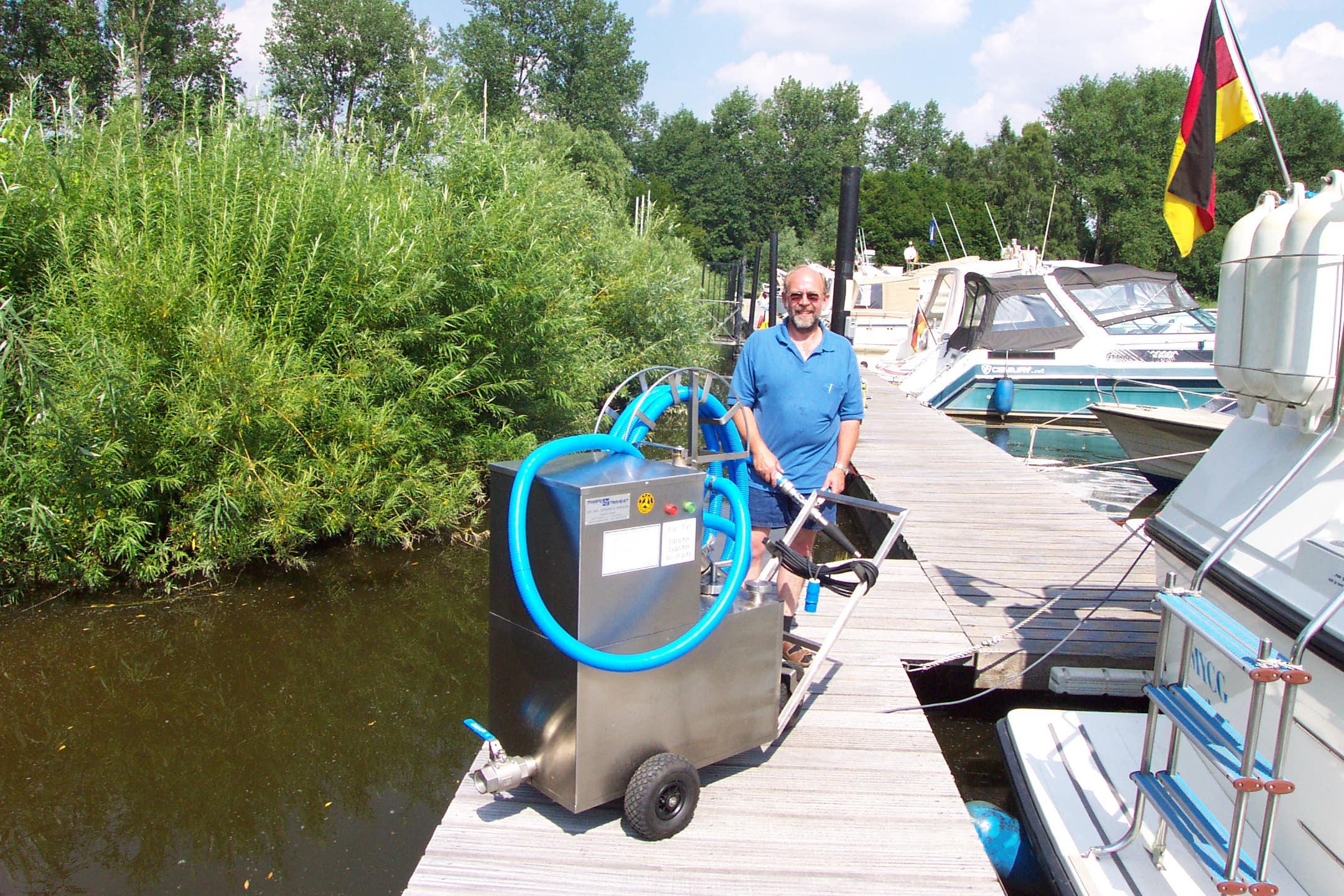
Mobile Fäkalienabsaugstation (2009)

Die Station steht meist fest installiert auf einem Steg. Das Sportboot legt am Steg an. Der Schlauch, an dessen Ende sich ein dicht schließender Gummistutzen befindet, wird in den Absaugstutzen des Fäkalientanks gesteckt. Der Absaugvorgang dauert nur wenige Minuten. Anschließend muss die Pumpe ausgeschaltet werden, um ein Heißlaufen und eine Beschädigung zu verhindern.
Es gibt auch fahrbare Absaugeinrichtungen, die mobil am jeweiligen Liegeplatz des Schiffes benutzt und nach der Benutzung in einen Sammelbehälter entleert werden.

## Verbreitung
In den 1990er Jahren, als die Nutzung eines Fäkalientanks zunehmend vorgeschrieben wurde (MARPOL), waren entsprechende Absaugstellen nur selten anzutreffen. Sie sind inzwischen zunehmend verbreitet und gehören in größeren Häfen und Marinas zum Standard.
Seit dem 9. April 2008 ist in der Ostsee die Schmutzwassereinleitung verboten (BGBl. I S. 698). Der Einbau von Schmutzwassertanks ist für neue Schiffe vorgeschrieben.